# GeForce 7

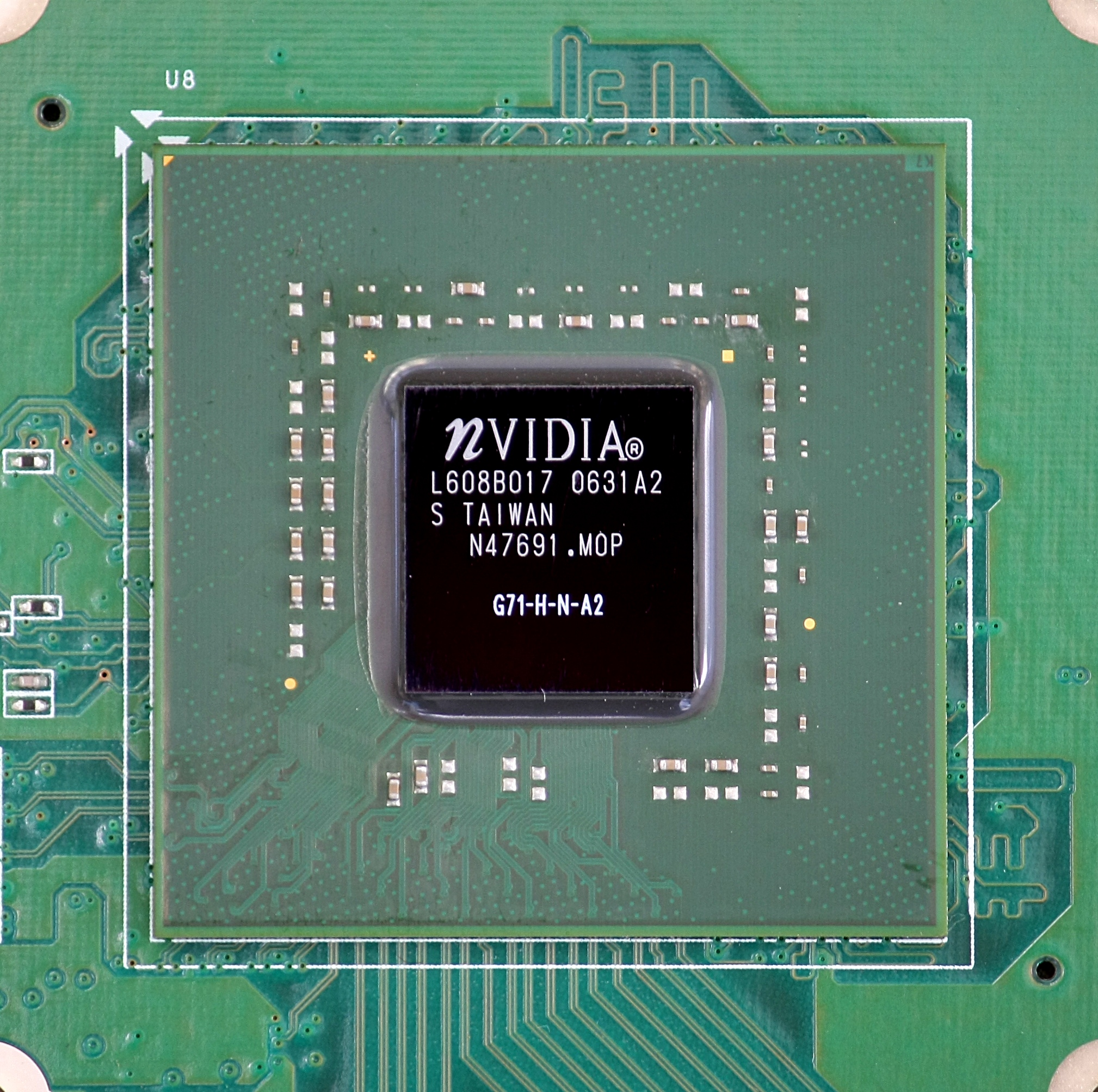
GPU Nvidia G71

A série GeForce 7 é a sétima geração de unidades de processamento gráfico GeForce da Nvidia. Esta foi a última série disponível em cartões AGP.
Uma placa baseada em GeForce 7 ligeiramente modificada (mais especificamente baseada no 7800GTX) está presente como o RSX Reality Synthesizer, que está presente no PlayStation 3.

## Recursos
Os seguintes recursos são comuns a todos os modelos da série GeForce 7, exceto o GeForce 7100, que não possui GCAA (Gamma Corrected Anti-Aliasing):
- Intellisample 4.0
- Scalable Link Interface (SLI)
- TurboCache
- Nvidia PureVideo

A GeForce 7 suporta aceleração de hardware para H.264, mas esse recurso não foi usado no Windows pelo Adobe Flash Player até a GeForce 8 Series.

## GeForce série 7100
A série 7100 foi lançada em 30 de agosto de 2006 e é baseada na arquitetura da série GeForce 6200. Esta série suporta apenas a interface PCI Express. Apenas um modelo, o 7100 GS, está disponível.
Características
A série 7100 oferece suporte a todos os recursos padrão comuns à série GeForce 7, desde que esteja usando o driver ForceWare 91.47 ou versões posteriores, embora não tenha suporte OpenCL/CUDA e sua implementação do IntelliSample 4.0 não tenha GCAA.
A série 7100 não oferece suporte a tecnologias como renderização de alta faixa dinâmica (HDR) e UltraShadow II.

### GeForce 7100 GS
Embora o 7300 LE tenha sido originalmente planejado para ser o GPU de "menor orçamento" da linha GeForce 7, o 7100 GS tomou seu lugar. Como é pouco mais que uma versão renovada da GeForce 6200TC, ela foi projetada como uma solução PCI-e básica para uso de OEMs se o chipset não tiver recursos de vídeo integrados. Ele vem em um PCI Express Graphics Bus e até 512 MB DDR2 VRAM.
Especificações de performance:
- Barramento Gráfico: PCI Express
- Interface de memória: 64 bits
- Largura de banda da memória: 5,3 GB/s
- Taxa de preenchimento: 1,4 bilhão de pixels/s
- Vértice/s: 263 milhões
- Tipo de memória: DDR2 com TC

## GeForce série 7200
A série 7200 foi lançada em 8 de outubro de 2006 e é baseada na arquitetura (G72). Ele foi projetado para oferecer uma atualização de baixo custo de soluções gráficas integradas. Esta série suporta apenas a interface PCI Express. Apenas um modelo, o 7200 GS, está disponível.
Características
Além dos recursos padrão da série GeForce 7, a série 7200 oferece suporte aos seguintes recursos:
- Renderização de alta faixa dinâmica
- UltraShadow II
- CineFX 4.0 Engine

No entanto, é importante observar que a série 7200 não suporta Scalable Link Interface (SLI).

### GeForce 7200 GS
O 7200 GS tem a mesma velocidade de memória do 7300 GS e a frequência principal é a mesma do 7300 LE. Ele tem dois pipelines de pixel. A Nvidia afirmou que o desempenho da 7200 GS é 50% superior aos gráficos integrados mais recentes, é a placa mais lenta da GeForce 7 Series e da GeForce 6 Series, mas suporta HDR e Nvidia PureVideo. A unidade de processamento gráfico de desktop NVIDIA GeForce 7200 GS foi lançada em janeiro de 2006. A GPU usa arquitetura CineFX Shading de segunda geração e é fabricada em processo tecnológico de 90 nm. A frequência gráfica da placa é de 450 MHz. Ele também possui 2 pixel shaders, 4 unidades de textura e 2 ROPs. A GeForce 7200 GS incorpora 256 MB de memória DDR2, utilizando barramento de 64 bits. A memória tem clock de 400 MHz, o que resulta em 6,4 GB/s de largura de banda de memória. A GPU suporta interface PCI Express 1.0, e precisa de um único slot de placa-mãe.

## GeForce série 7300
A Nvidia projetou a série 7300 para ser uma placa de vídeo para jogos de nível básico. Quatro modelos estavam disponíveis: o 7300 GT, o 7300 GS, o 7300 LE e o 7300 SE.
Esta série foi lançada para substituir a antiga série Geforce 6200.
Características
Além dos recursos padrão da série GeForce 7, a série 7300 suporta os seguintes recursos avançados:
- Renderização de alta faixa dinâmica
- UltraShadow II
- CineFX 4.0 Engine

### GeForce 7300 SE
O 7300 SE usa a mesma frequência de núcleo e velocidade de memória que o 7300 LE e possui dois sombreadores de vértice e pixel. De muitas maneiras, esta placa é realmente inferior à 7100 GS, embora ainda retenha o suporte HDR.

### GeForce 7300 LE
O 7300 LE (LE significa edição leve) é uma versão reduzida do 7300 GS. Ele tem memória DDR2 e uma velocidade de clock de núcleo ligeiramente inferior (450 MHz vs. 550 MHz). Está disponível apenas na interface PCI Express. A ASUS produziu uma placa da série 7300 baseada no núcleo 7300 LE, rodando a 580 MHz em vez de 450 MHz.

### GeForce 7300 GS

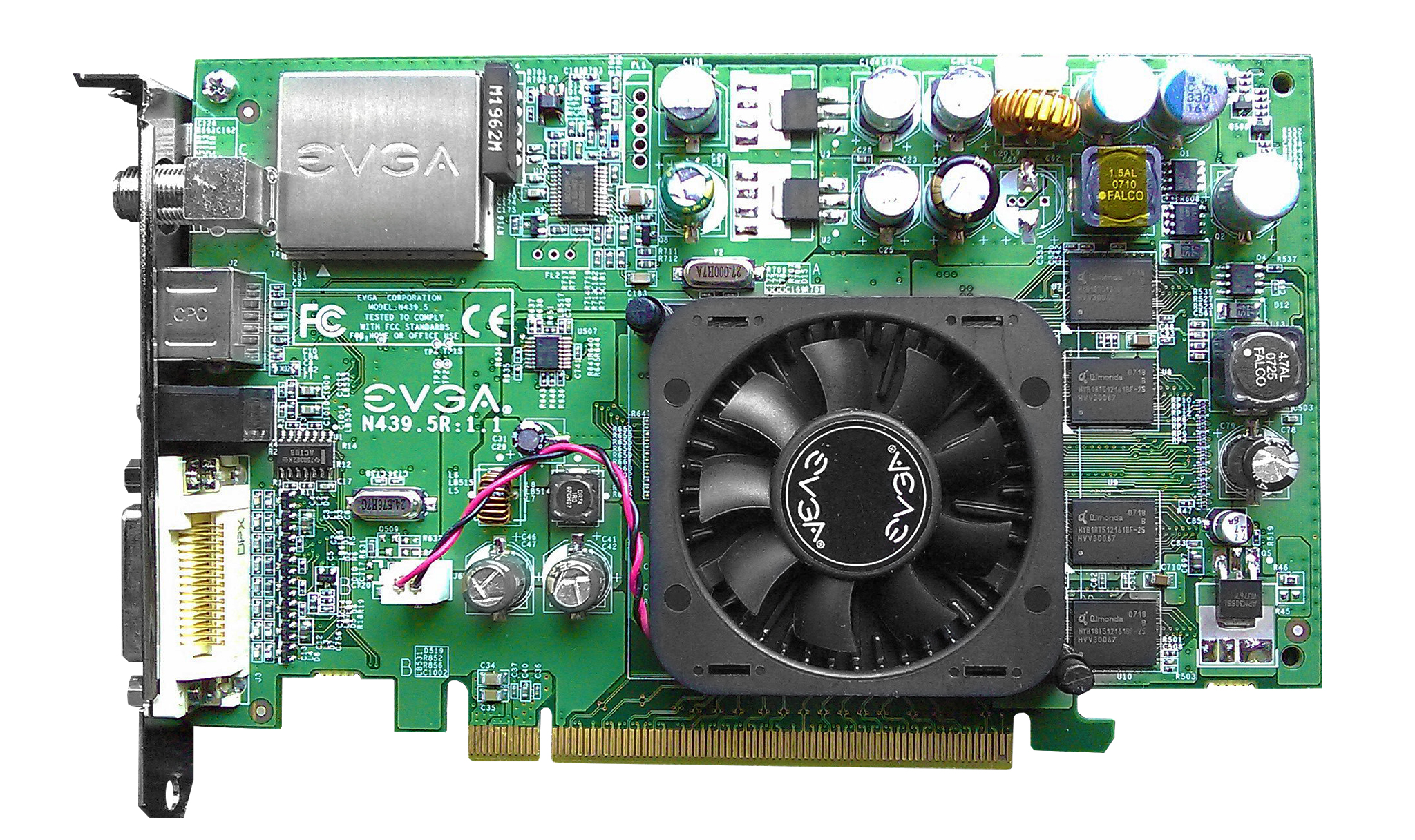
EVGA GeForce 7300 GS Personal Cinema

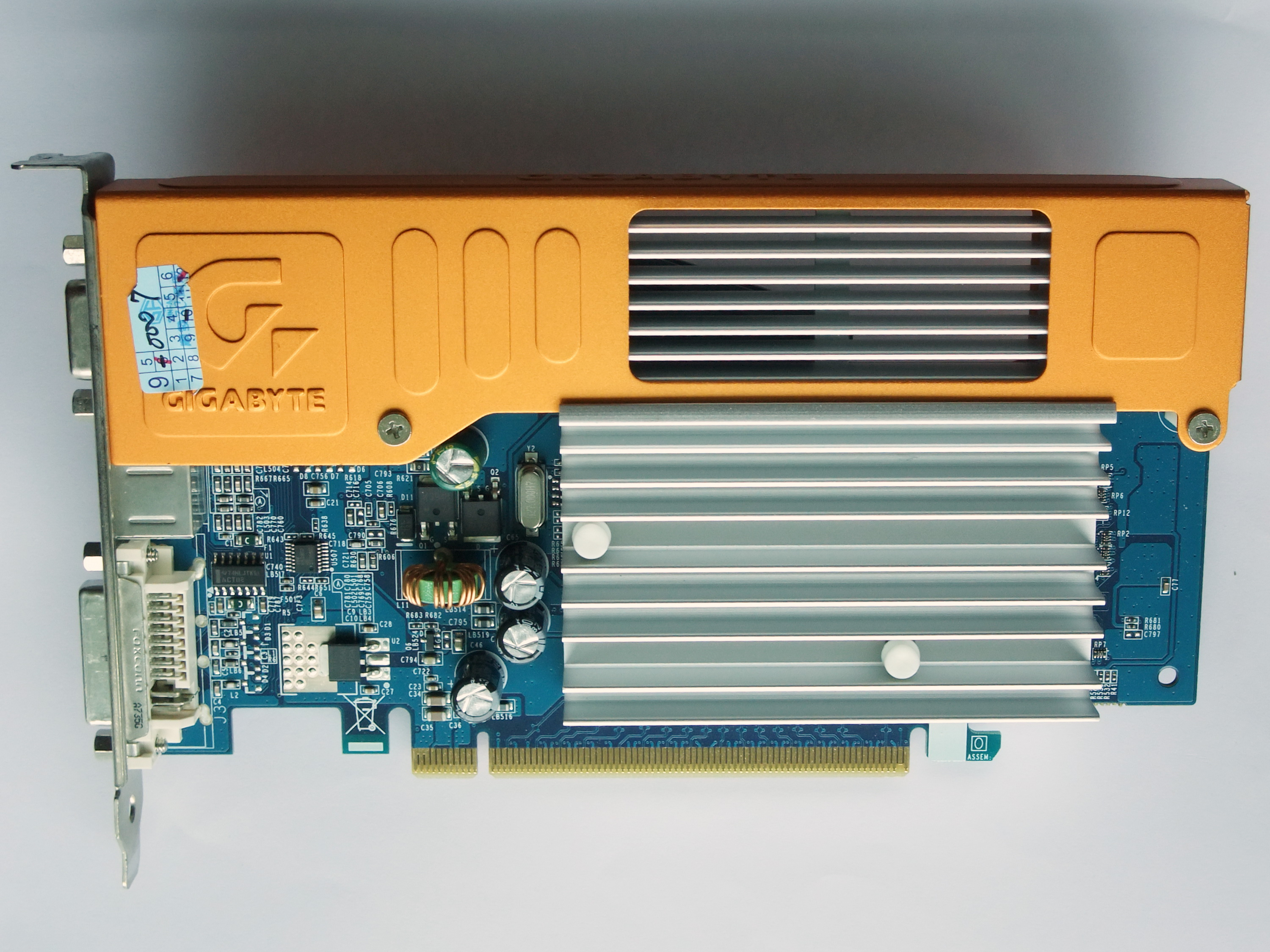
Gigabyte GeForce 7300 GS

O 7300 GS tem a velocidade de clock de núcleo mais alta da série 7300, portanto, tem melhor desempenho do que o 7300 SE/LE.

### GeForce 7300 GT
O 7300 GT tem uma interface de memória de 128 bits e a maior largura de banda de memória, mas renderização de vértice 3D ligeiramente inferior.

## GeForce série 7500
A série 7500 estava disponível apenas para OEMs.

### GeForce 7500 LE (OEM)
A GeForce 7500 LE é uma GPU OEM e é idêntica à 7300 GS baseada no núcleo G72. Ele tem 128 MB ou 256 MB de memória de vídeo dedicada, mas também suporta TurboCache, oferecendo até 512 MB de memória de vídeo. Possui memória do tipo DDR2 e utiliza interface de memória de 64 bits. A placa também possui velocidade de clock de núcleo de 550 MHz e velocidade de clock de memória de 263 MHz ou 324 MHz (526 MHz ou 648 MHz efetivos).

## GeForce série 7600
A Nvidia anunciou a disponibilidade imediata da série GeForce 7600 em 9 de março de 2006. Dois modelos foram disponibilizados, a GeForce 7600 GT e a 7600 GS. Esta série estava disponível com interfaces AGP e PCI-Express, cobrindo uma ampla gama de segmentos de mercado.
Esta série foi lançada para substituir a antiga série GeForce 6600.
Características
Além dos recursos padrão da série GeForce 7, a série 7600 suporta os seguintes recursos avançados:
- Renderização de alta faixa dinâmica
- UltraShadow II
- CineFX 4.0 Engine
- Extreme HD

### GeForce 7600 GS

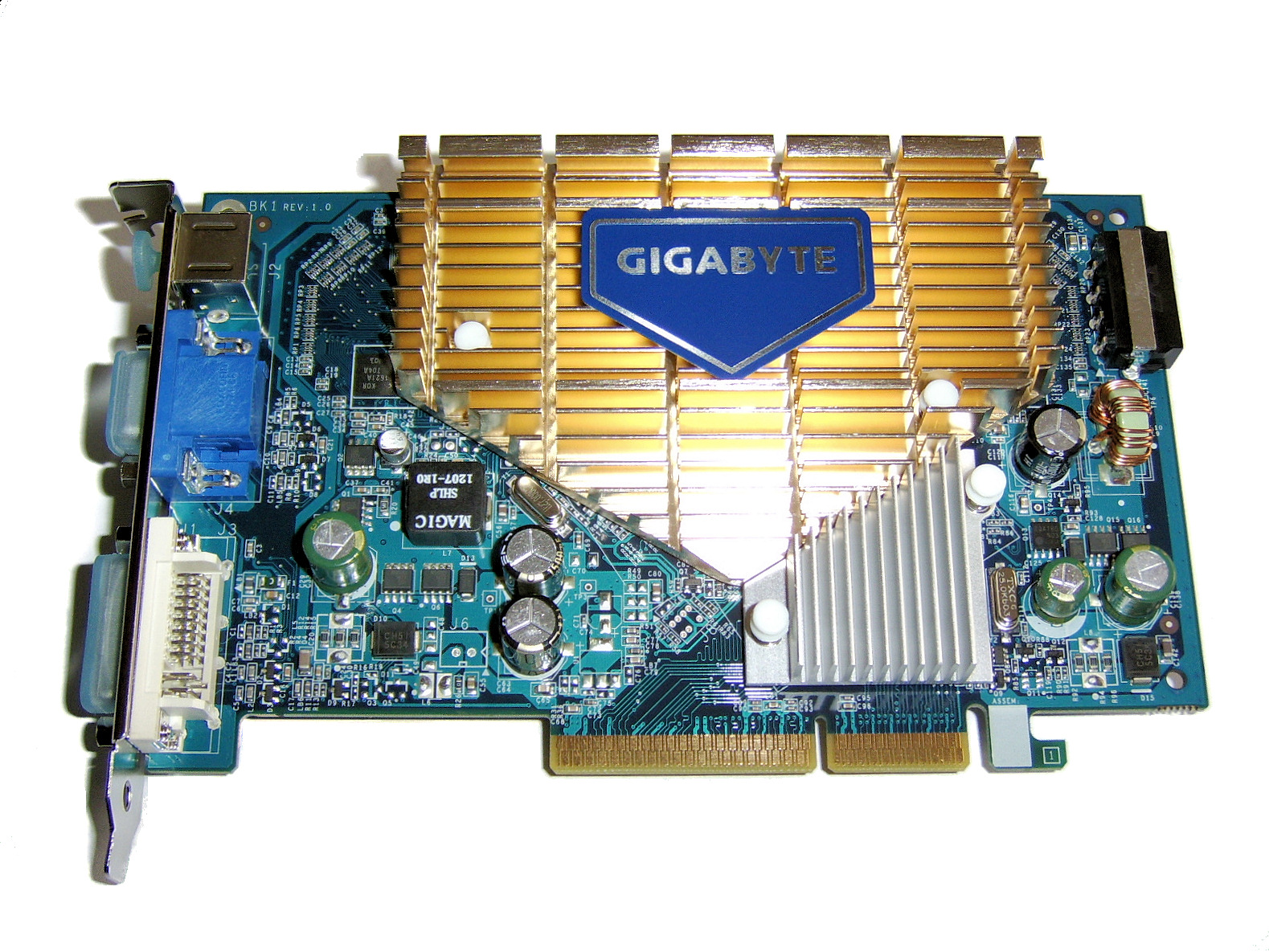
GeForce 7600 GS

Em 22 de março de 2006, a Nvidia anunciou a disponibilidade imediata da GPU GeForce 7600 GS voltada para o segmento médio-baixo. Essa nova GPU assumiu o lugar da GeForce 6600 GT, que já existia há algum tempo.
A versão AGP foi lançada em 21 de julho de 2006. De acordo com a Nvidia, esta placa é idêntica à versão PCI-e exceto pela interface. Além disso, a versão AGP usa o chip ponte AGP-PCIe da Nvidia.
Testes preliminares mostraram que a GeForce 7600 GS supera a GeForce 6600 GT e a contraparte da ATI, a ATI Radeon X1600 Pro.

### GeForce 7600 GT
O 7600 GT é o produto de gama média-alta da família Série 7.
O 7600 GT contém todos os recursos da família GeForce 7. Foi feito para fornecer uma placa da série GeForce 7 para o mercado de massa; algumas empresas lançaram versões AGP. Incorpora memória DDR3.

## GeForce série 7650
Muito parecido com a série 7500, o 7650 GS estava disponível apenas para OEMs.

### GeForce 7650 GS (OEM)
A GeForce 7650GS estava limitada apenas a algumas placas OEM. Não se sabe muito sobre esta placa, exceto que ela usa o processo de 80 nm e usa memória DDR2, com exemplos com 256 MB de RAM DDR2.

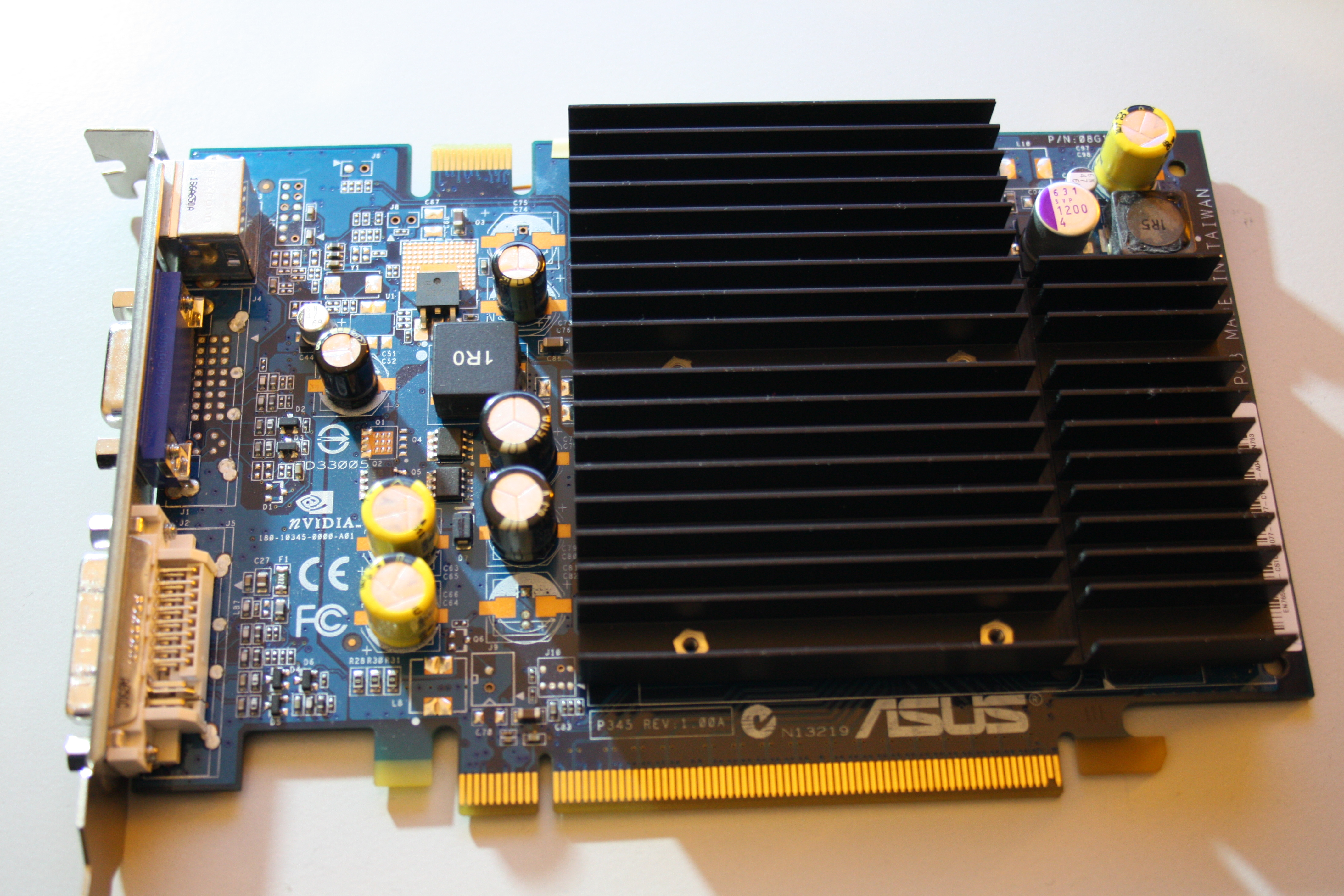
ASUS Geforce 7650GS

## GeForce série 7800
A série 7800 foi projetada para oferecer um desempenho excepcional e foi voltada para o segmento de mercado de ponta. Esta série foi descontinuada e substituída pela série 7900 no início de 2006.
Um total de 4 modelos estavam disponíveis: GeForce 7800 GTX 512, GeForce 7800 GTX, GeForce 7800 GT e GeForce 7800 GS.
Features
Além dos recursos padrão da série GeForce 7, a série 7800 suporta os seguintes recursos avançados:
- Renderização de alta faixa dinâmica
- UltraShadow II
- CineFX 4.0 Engine

### GeForce 7800 GT

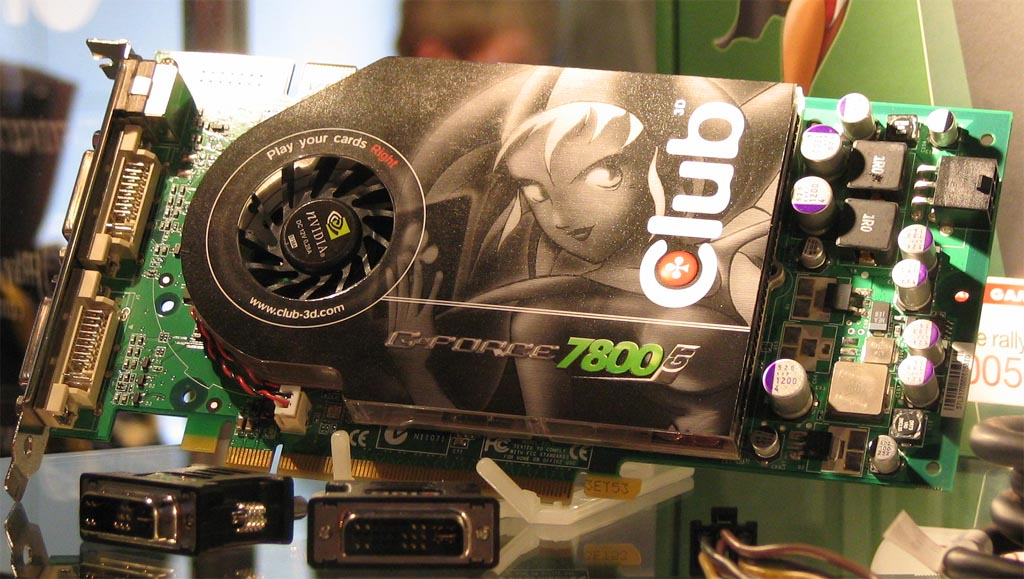
Geforce 7800 GT

A GeForce 7800 GT é a segunda GPU da série, lançada em 11 de agosto de 2005 com disponibilidade imediata no varejo. Ele tem pipelines de 20 pixels, 7 shaders de vértice, 16 ROPs e um clock de núcleo de 400 MHz, clock de memória de 500 MHz (1 GHz efetivo) usando memória GDDR3.
A GeForce 7800 GT foi apresentada como uma alternativa mais acessível à 7800 GTX. Na época ela era considerada a campeã de desempenho/custo das placas de vídeo.

### GeForce 7800 GS AGP
Em 2 de fevereiro de 2006, a Nvidia anunciou a 7800 GS como a primeira placa de vídeo AGP da série GeForce 7, uma versão AGP da GeForce 7 Series topo de linha.

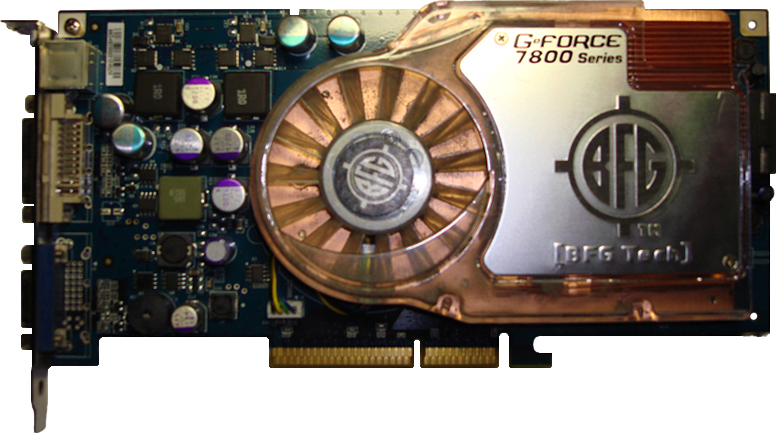
Uma BFG TECH 7800 GS AGP

Esta placa foi promovida por vários entusiastas de hardware como "a última placa AGP topo de linha existente". Ele possui 16 unidades de sombreamento de pixel em vez dos 20 que o 7800 GT possui, mas ainda se beneficia das otimizações das outras GPUs da série 7. As velocidades de clock são 375 MHz para a GPU e 1200 MHz para a memória (GDDR3). De acordo com todos os testes de benchmark, o desempenho desta placa é mais rápido que o da GeForce 6800 GT e GeForce 6800 Ultra. Diferentes fornecedores podem divergir da especificação declarada. Ele serve para fornecer um ótimo caminho de atualização para aqueles com sistemas AGP de ponta que não desejam mudar para um novo sistema PCI-Express de ponta. Houve um lançamento especial "Golden Sample" da Gainward que foi chamado de "7800 GS+" ou oficialmente "Bliss 7800 GS 512 MB GS+" que tinha velocidades de clock padrão de 450 MHz de núcleo e 1250 MHz de memória. Ao contrário de um 7800 GS padrão, o 7800 GS+ na verdade usava uma GPU 7900 GT que tinha os shaders de 24 pixels completos em vez dos shaders regulares de 16 pixels que normalmente são encontrados em uma placa de vídeo 7800 GS.
A Gainward havia lançado anteriormente uma placa "Bliss 7800 GS 512MB GS" que era baseada em uma 7800 GT, mas utilizava o barramento AGP. Sua aparência externa e nome o tornam quase indistinguível do Bliss 7800 GS 512MB GS+ baseado no 7900 GT. A Leadtek produziu um cartão semelhante com 256 MB de memória.
No final de 2006, a Gainward lançou uma terceira placa '7800 GS' com 20 pixel shaders rodando a 500 MHz de núcleo e 1400 MHz de memória, chamada de "BLISS GS-GLH". Esta placa também é baseada no núcleo 7900 GS.

### GeForce 7800 GTX

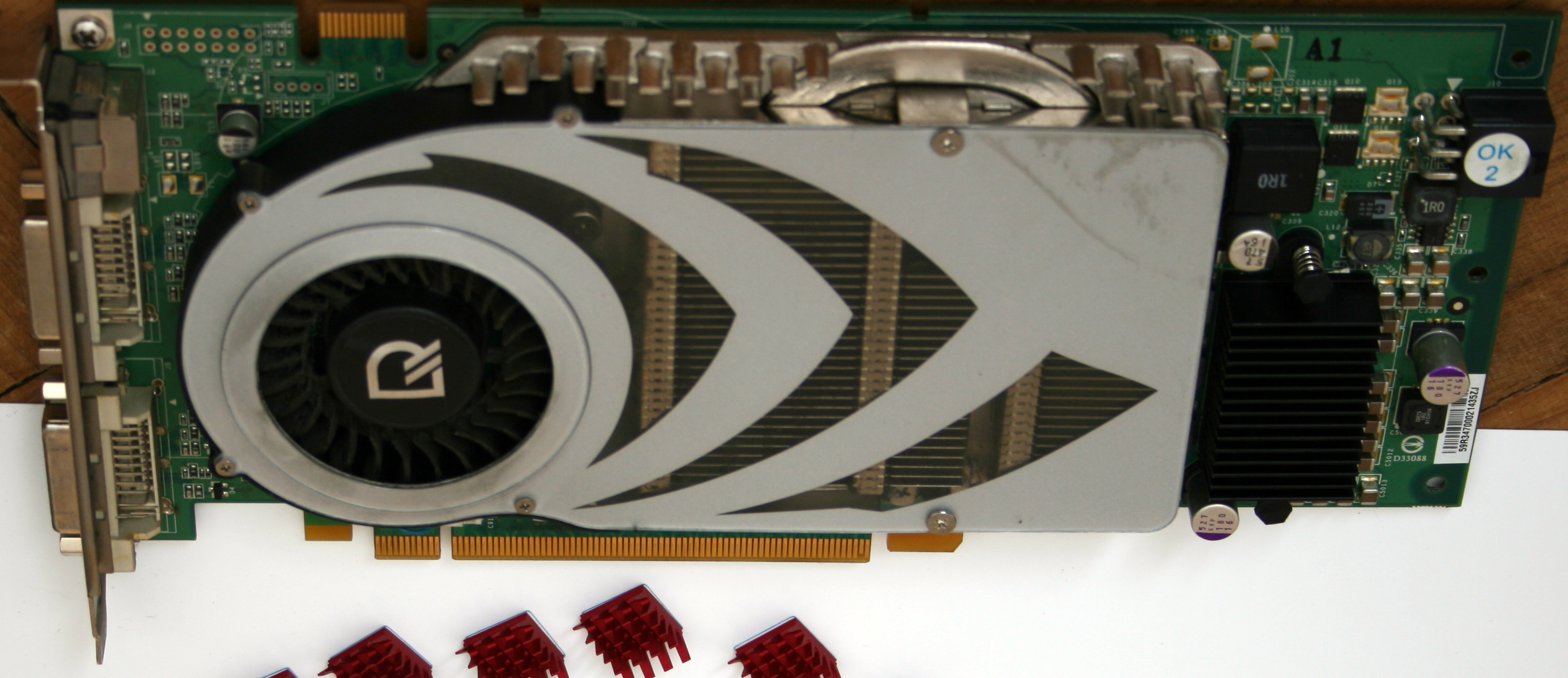
Geforce 7800 GTX

A GeForce 7800 GTX (codinome G70 e anteriormente NV47) foi a primeira GPU da série, lançada em 22 de junho de 2005 com disponibilidade imediata no varejo. A GeForce 7800 GTX suportava a mais alta especificação DirectX 9 vertex e pixel shaders, na época: Versão 3.0. Nativamente era um chip PCI Express. O suporte SLI foi mantido e aprimorado em relação à geração anterior.
De acordo com a PC World, a 7800 GTX foi "um dos processadores mais complexos já projetados".Predefinição:Carece e fontes A GPU tinha 302 milhões de transistores (a CPU Athlon 64 X2 4800+ tem 233.2 milhões de transistores), juntamente com 24 pixel e 8 vertex shaders. Foi sucedido pelo 7900 GTX em 9 de março de 2006.
O Reality Synthesizer do PlayStation 3 é baseado no modelo de 256 MB do 7800 GTX, mas com pequenas modificações.

### GeForce 7800 GTX 512
A versão de 512 MB da GeForce 7800 GTX foi lançada em 14 de novembro de 2005. A placa apresenta mais do que simplesmente um buffer de quadro aumentado de 256 MB para 512 MB. A placa apresenta uma velocidade de clock do núcleo muito melhorada de 550 MHz versus 430 MHz (aumento de 27,9%) e memória GDDR3 rápida de 1,1 ns com clock de 1,7 GHz versus 1,2 GHz (aumento de 41,7%), quando comparada à versão original. Como o X1800 XT da ATI, a adição de outros 256 MB de memória e, em menor grau, as velocidades de clock aumentadas aumentaram significativamente a produção de calor e energia. Para combater isso, a GeForce 7800 GTX 512 possui uma solução de resfriamento de slot duplo muito maior e mais silenciosa quando comparada à versão original de 256 MB.

## GeForce série 7900
A Nvidia anunciou oficialmente a disponibilidade da série GeForce 7900 em 9 de março de 2006.
Substituindo a série 7800, a série 7900 da Nvidia foi uma atualização de produto e não uma nova geração de GPU da Nvidia, rodando a 650 MHz. Oficialmente, esta série deveria suportar apenas PCI Express Interface, mas algumas empresas lançaram versões AGP.
Um total de 5 modelos foram desenvolvidos e estão disponíveis: 7900 GX2, 7900 GTX, 7900 GT, 7900 GTO e 7900 GS.
Características
Além dos recursos padrão da GeForce 7, a série 7900 suporta os seguintes recursos avançados:
- Renderização de alta faixa dinâmica
- UltraShadow II
- CineFX 4.0 Engine
- Extreme HD

### GeForce 7900 GS

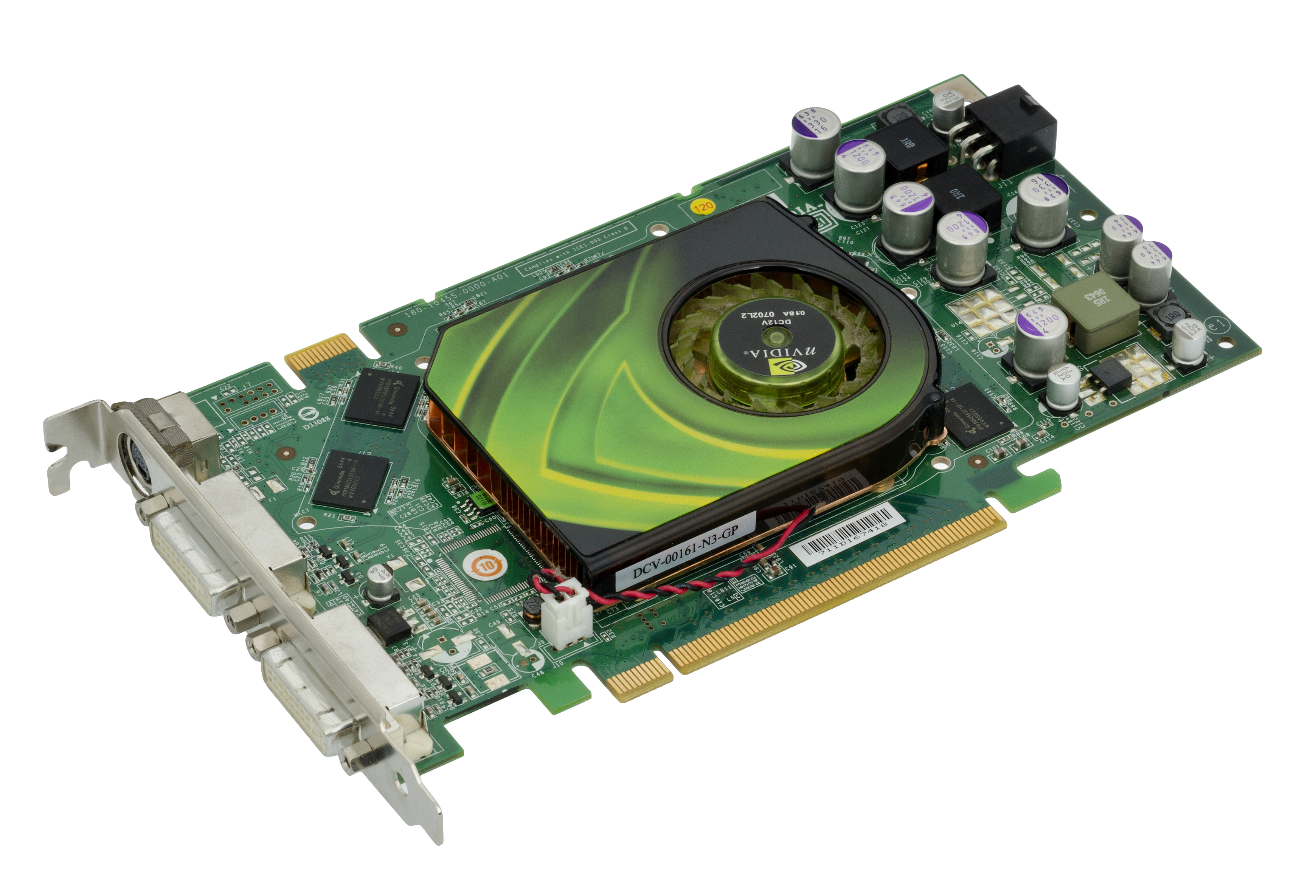
GeForce 7900 GS

Introduzido durante o outono de 2006, a um preço sugerido de US$ 199, o 7900 GS preencheu a lacuna entre o intermediário GeForce 7600 GT e o avançado GeForce 7900 GT. O cartão foi lançado não oficialmente em 23 de agosto pela woot! como uma caixa branca OEM. No entanto, a empresa do produto, a MSI, alegou que esses cartões foram roubados da MSI durante o transporte e vendidos para woot!. O aviso do cliente MSI referenciado foi alterado para remover referências explícitas ao woot!. Em março de 2007, a Nvidia interrompeu a produção de vários produtos das séries GeForce 6 e 7, incluindo o 7900 GS.
A GeForce 7900 GS tem processadores de 20 pixels, processadores de 7 vértices, barramento de memória de 256 bits e possui clock de aproximadamente 450 MHz/1320 MHz para núcleo/memória, o que deve fornecer um desempenho ligeiramente inferior ao da 7900 GT. A GeForce 7900 GS é alimentada pelo chip gráfico de codinome G71, portanto, compartilha as mesmas vantagens que o G71 tinha sobre seu antecessor imediato G70: saídas DVI de link duplo, consumo de energia reduzido, desempenho superior.

### GeForce 7900 GT
Esta placa de vídeo foi lançada em 9 de março de 2006. Como a 7900 GTX, ela usa a GPU G71 produzida em 90 nm. Ele também oferece todos os recursos da série 7800, bem como uma atraente relação preço-desempenho.[carece de fontes?]

### GeForce 7900 GTX
A GeForce 7900 GTX é uma G70 produzida em 90 nm (chamada G71) e apresenta todos os mesmos recursos da 7800 GTX, mas é construída sobre um processo de fabricação menor. Devido à escassez de módulos de memória para o GTX de 512 MB, foi usada memória de 1600 MHz mais prontamente disponível.

### GeForce 7900 GTO
O 7900 GTO é um primo próximo do 7900 GTX. O GTO chegou a alguns varejistas por volta de 1º de outubro de 2006. Na época do lançamento, as placas GTO eram vendidas por cerca de US$ 250, em comparação com as placas 7900 GTX que custavam mais de US$ 400 na época. O GTO era essencialmente idêntico ao GTX, com a exceção de que não tinha suporte HDCP e VIVO, tinha memória com underclock rodando a 1320 MHz e usava tempos de memória mais apertados. Fora isso, as duas placas eram idênticas: mesma PCB, mesmo cooler, mesma GPU. O GTO usou memória Samsung BJ11 GDDR3 extremamente rápida de 1,1 ns rodando a 1,8 V, em oposição aos 2,1 V em que está classificado. As velocidades de clock nas duas placas são idênticas, em 650 MHz. Nas velocidades de memória padrão, a maioria das comparações descobriu que o GTO fica atrás do GTX por uma margem de aproximadamente 5 a 10%.
A maioria dos proprietários descobre que seu GTO fará overclock para velocidades de memória de 1600 MHz, apesar da RAM com subtensão. Muitos atualizam seu GTO para um BIOS GTX para torná-lo oficialmente um GTX. Proprietários de GTO com problemas para atingir velocidades GTX com BIOS versão 5.71.22.39.13 ou mais recente são aconselhados a simplesmente atualizar para uma versão mais antiga do BIOS, como 5.71.22.39.08, isso parece resolver problemas de overclock para a maioria dos usuários.
A GTO era uma placa extremamente popular entre os entusiastas, pois oferecia desempenho quase GTX a um preço consideravelmente mais baixo. Era um cartão de produção limitada destinado a limpar os estoques do G70 antes do lançamento do G80, e passou apenas cerca de um mês nos canais de varejo antes de esgotar.

### GeForce 7900 GX2

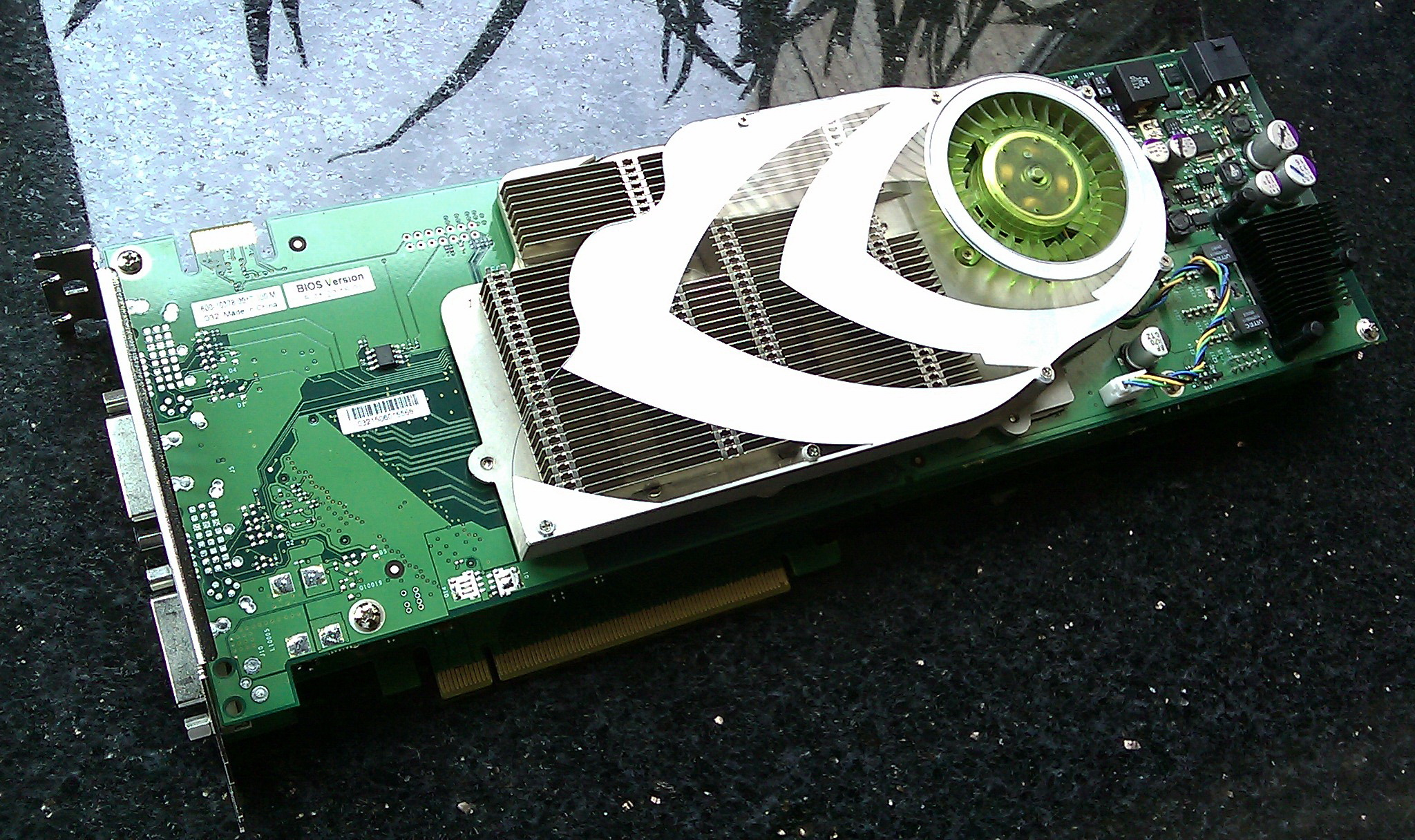
GeForce 7900 GX2 também conhecido como GeForce 7900 GTX Duo

A GeForce 7900 GX2 é composta por duas placas de vídeo empilhadas para caber como uma solução de slot duplo. Isso não é como produtos como o ASUS Dual GeForce 7800 GT ou o próprio 7950 GX2 da nVidia, onde duas GPUs estão na mesma placa. Isso permite quad-SLI em dois slots PCI Express x16. Outras empresas OEM têm acesso ao GX2 e ele está disponível em vários fornecedores.
A placa possui uma GPU de 500 MHz e velocidade de RAM efetiva de 1200 MHz. Embora o poder do GX2 seja menor que o 7900 GTX, cada cartão é mais poderoso que o 7900 GT.
Muitos problemas nesta implementação de uma unidade dual-GPU convenceram a Nvidia a restringir sua venda a empresas OEM. O cartão é extremamente longo, com apenas os maiores gabinetes e-ATX sendo capazes de segurá-lo. Duas das placas que operam em quad-SLI também exigiam um fluxo de ar extremamente bem projetado para funcionar e uma fonte de alimentação de 1.000 watts.

## GeForce série 7950
GeForce 7950 Series é a última adição na série GeForce 7. Oficialmente, esta série deveria suportar apenas PCI Express Interface, mas algumas empresas lançaram versões AGP.
Dois modelos estão disponíveis: 7950 GT e 7950 GX2.
Características
Além dos recursos padrão da série GeForce 7, a série 7950 suporta os seguintes recursos avançados:
- Renderização de alta faixa dinâmica
- UltraShadow II
- CineFX 4.0 Engine
- Extreme HD

### GeForce 7950 GT
Em 14 de setembro de 2006, a Nvidia lançou o 7950GT. Anunciado com um clock de núcleo de 550 MHz, clock de memória de 700 MHz (1400 MHz efetivos), unidades de sombreamento de 24 pixels, as configurações padrão vêm equipadas com memória GDDR3 de 512 MB e suporte HDCP. Com um preço inicial de US$ 300, a GeForce 7950 GT substitui a antiga GeForce 7900 GT e melhora o desempenho: a GeForce 7950 GT tem uma taxa de preenchimento de 13.200 Megatexels/s e uma largura de banda de memória de 44,8 GB/s (contra 10800 Megatexels/s e 940 Megavértices/s para o 7900 GT).

### GeForce 7950 GX2

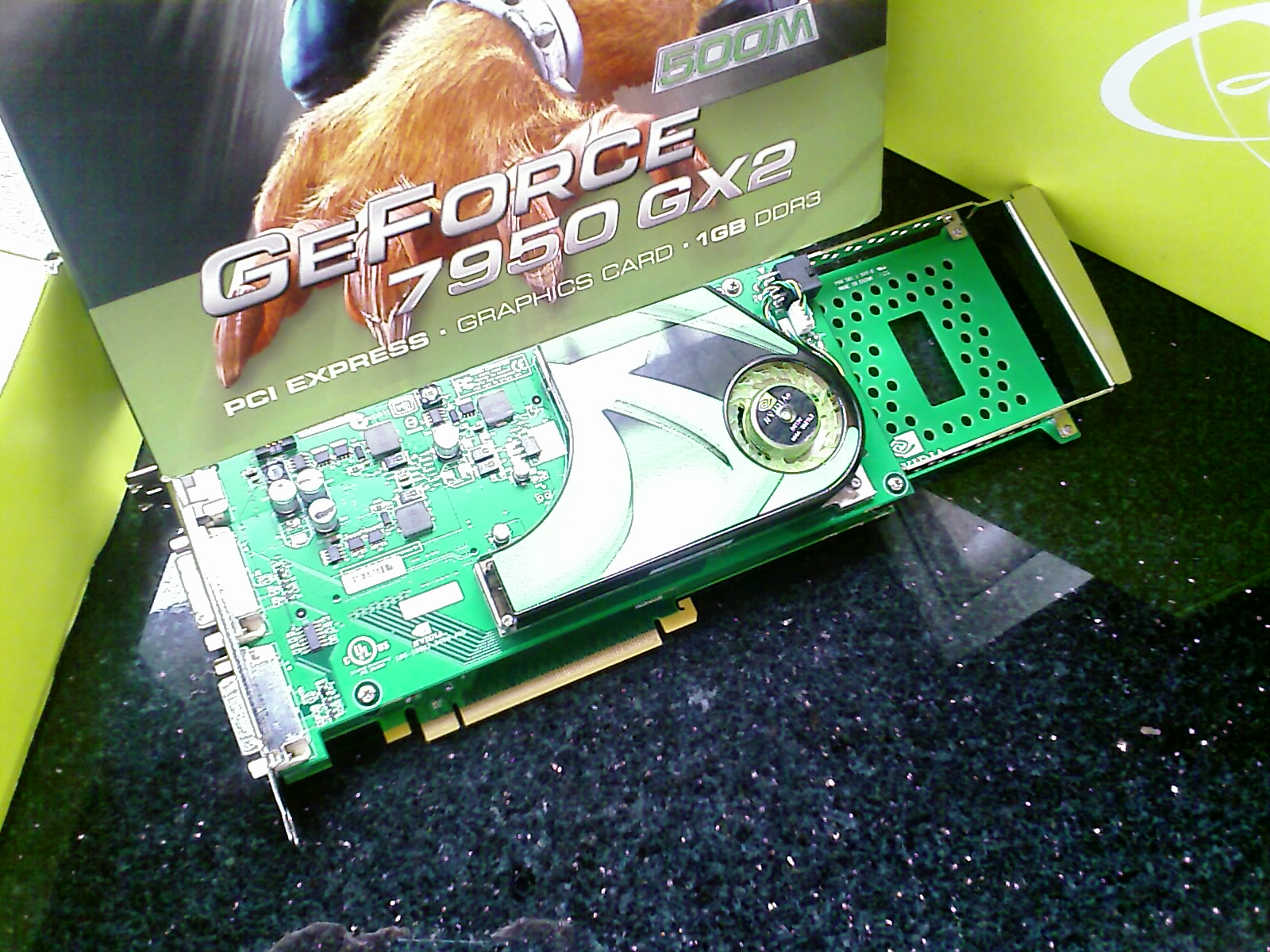
GeForce 7950 GX2

Esta é essencialmente uma placa de vídeo dual-GPU que ocupa apenas um único slot PCIe x16, permitindo que 4 GPUs funcionem com apenas dois slots PCIe x16, em placas-mãe SLI padrão. Ao contrário do 7900 GX2 anterior, esta versão está disponível diretamente para os consumidores.
O 7950 GX2 foi lançado no varejo em 5 de junho de 2006 e compartilha especificações semelhantes ao GeForce 7900 GX2, com clock de GPU de 500 MHz e velocidade efetiva de RAM de 1200 MHz. 512 MB de memória por GPU, para um total de 1 GB, porém o desempenho total está mais alinhado com 512 MB já que cada GPU só pode acessar sua própria memória e não a memória da outra. Não oferece nenhuma vantagem sobre placas de GPU única com 512 MB, em termos de memória.
Este cartão é projetado para o mercado DIY; ele aborda muitos problemas dos quais o 7900 GX2 anterior sofria, como ruído, tamanho, consumo de energia e preço. O 7950 GX2 requer apenas um único conector de alimentação PCIe, em contraste com os conectores duplos de seu antecessor; tecnicamente, isso é compreensível, pois não há necessidade de uma configuração de barramento em anel – os quadros precisam apenas ser passados para a GPU principal. É muito mais curto, cabendo facilmente no mesmo espaço que um 7900 GTX. O layout menor da placa e a remoção das aberturas de resfriamento no suporte reduziram bastante as temperaturas, permitindo que os ventiladores funcionem em uma velocidade mais baixa, diminuindo assim o ruído. Em setembro de 2006, a placa podia ser encontrada por US$ 299, metade do custo de uma 7900 GX2.
De acordo com alguns sites de análise (como o Tom's Hardware - veja acima), um único 7950GX2 consome menos energia do que um único ATI Radeon X1900 XT - alguns consideram isso um feito incrível, considerando que o GX2 emprega um par de GPUs, quando o Radeon usa apenas um. Outros sites de análise dizem que uma GX2 é mais silenciosa do que a já mencionada Radeon, apesar da GX2 ostentar um par de coolers de GPU idênticos – no entanto, o 'volume' é altamente subjetivo sem as ferramentas adequadas e condições de teste. Se for verdade, isso tornaria um par de placas GX2 mais frio, mais silencioso e com menos consumo de energia do que um par de placas X1900 XT no CrossFire. No entanto, não há ganho de desempenho apreciável ao emparelhar duas placas 7950 GX2 na maioria dos aplicativos, enquanto as configurações X1900 XT duplas obtêm grandes aumentos de desempenho no modo CrossFire.[carece de fontes?]
Em 9 de agosto de 2006, a Nvidia lançou os drivers iniciais ForceWare 91.45 para Windows 2000 e XP que suportam Quad SLI. O suporte Quad SLI logo foi mesclado com o pacote de driver WHQL normal, quando os drivers ForceWare 91.47 foram lançados em 16 de outubro de 2006.

## GeForce série Go 7
A Nvidia não visa apenas o mercado de desktops, mas também o mercado de notebooks com a série GeForce 7.
Características
Além dos recursos padrão da série GeForce 7, a série GeForce Go 7 suporta os seguintes recursos avançados:
- Extreme HD
- PowerMizer Mobile
- Módulo Gráfico MXM
- Renderização de alta faixa dinâmica
- UltraShadow II
- CineFX 4.0 Engine
- Nvidia PureVideo HD

A linha da série GPU GeForce Go 7
A linha da série GPU GeForce Go 7 consiste nos seguintes modelos:
- GeForce Go 7950
- GeForce Go 7900
- GeForce Go 7800
- GeForce Go 7700
- GeForce Go 7600
- GeForce Go 7400
- GeForce Go 7300
- GeForce Go 7200
- GeForce 7150M / nForce 630M
- GeForce 7000M / nForce 610M

## Suporte descontinuado
A Nvidia encerrou o suporte de driver para a série GeForce 7. A série GeForce 7 é a última a oferecer suporte ao sistema operacional Windows 2000. A série sucessora GeForce 8 suporta apenas o Windows XP e posterior (os drivers do Windows 8 também suportam o Windows 10).
- Windows XP 32-bit & Media Center Edition: 307.83 released on February 25, 2013;
- Windows XP 64-bit: 307.83 released on February 25, 2013;
- Windows Vista, 7 & 8 32-bit: 309.08 released on February 24, 2015; Download
- Windows Vista, 7 & 8 64-bit: 309.08 released on February 24, 2015; Download
- Windows 2000: 94.24 released on May 17, 2006; Download